# RENFE-Baureihe 7100
Die Baureihe 7100 (später Baureihe 271) ist eine Elektrolokomotive der spanischen Eisenbahngesellschaft Red Nacional de los Ferrocarriles Españoles (RENFE). Die Fahrzeuge wurden von der Compañía de los Caminos de Hierro del Norte de España (NORTE) übernommen.

## Einsatz
Die Baureihe wurde aus der RENFE-Baureihe 7000 (später Baureihe 270) abgeleitet. Die ersten Maschinen wurden 1928 geliefert. Sie waren bis 1960 im Einsatz.